# Hippasa simoni
Hippasa simoni är en spindelart som först beskrevs av Tamerlan Thorell 1887. Hippasa simoni ingår i släktet Hippasa och familjen vargspindlar.
Artens utbredningsområde är Myanmar. Inga underarter finns listade i Catalogue of Life.